# Caterina di Bosnia, contessa di Cilli
Caterina di Bosnia (in serbo-croato Katarina Kotromanić, in sloveno Katarina Celjska - Kotromanićka; fl. XIV secolo) è stata una nobile bosniaca. Era contessa di Cilli per il matrimonio con Ermanno I, conte di Cilli, e membro del Casato di Kotromanić per nascita.

## Famiglia
Si sa che Caterina era di origine bosniaca, ma la sua discendenza è controversa. Alcuni ritengono che Caterina fosse figlia di Ladislao Kotromanić e di sua moglie Elena Šubić. Altri ritengono che fosse la seconda figlia di Stefano II, Bano di Bosnia, e della sua terza moglie Elisabetta di Cuiavia. Se Caterina fosse stata figlia di Stefano, sarebbe sorella della regina Elisabetta d'Ungheria; se fosse figlia di Ladislao, sarebbe sorella del re Tvrtko I di Bosnia.
La discendenza di Caterina non è chiara perché non ci sono prove che la colleghino a nessuna delle due coppie.

## Matrimonio
Caterina si sposò nel 1361 (o 1362) con Ermanno I, conte di Cilli (Celje). La coppia rimase sposata per ventitré anni ed ebbe almeno due figli:
- Hans di Cilli, morto in giovane età
- Ermanno II, conte di Cilli, sposò la contessa Anna di Schaunberg e divenne padre della Sacra Romana Imperatrice Barbara.